# Marineakademie
Eine Marineakademie dient der Ausbildung und Weiterbildung von (höheren) Marineoffizieren.  

Frühere Akademien
- Marineakademie und -schule (Kiel)
- k. u. k. Marineakademie Triest
- k. u. k. Marineakademie Fiume
- Royal Naval Academy (1733–1837)
- Royal Naval War College (1900–1914)
- Royal Naval College, Greenwich (1873–1998)
- Preußische Marineakademie (1817)
- Kaiserlich Japanische Marineakademie

Bestehende Akademien
- Académie de marine, Paris, gegründet 1752
- Britannia Royal Naval College, gegründet 1863, seit 1998 einzige Offiziersschule der Royal Navy
- Estnische Marineakademie
- École supérieure de guerre navale, siehe École militaire (Frankreich)
- Accademia Navale
- Koninklijk Instituut voor de Marine, Den Helder
- United States Naval Academy, Annapolis, Maryland
- Naval War College, Newport, Rhode Island
- Seekriegsakademie N. G. Kusnezow, Sankt Petersburg
- Thailändische Marineakademie, Samut Prakan

Siehe auch:
- Marineschule